# Tennis Masters Cup 2004
Tennis Masters Cup 2004 — тенісний турнір, що проходив на кортах з твердим покриттям у місті Х'юстон, США з 8 листопада. Був турніром серії Фінал ATP 2004 року.

## Фінальна частина

### Одиночний розряд
Роджер Федерер —  Ллейтон Г'юїтт 6–3, 6–2

### Парний розряд
Боб Браян /  Майк Браян —  Вейн Блек /  Кевін Ульєтт 4–6, 7–5, 6–4, 6–2